# Inis Mór
Inis Mór lub Árainn Mhór - "Wielki Aran" (ang. Inishmore) – największa wyspa archipelagu Aran u zachodnich wybrzeży Irlandii. W topologii celtyckiej wyraz Árainn oznacza dosłownie "długi grzbiet", co tłumaczy kształt zbudowanej z wapieni wyspy. Liczne pozostałości z epoki późnego brązu, w tym fort Dún Aengus i Dún Dúchathair wskazują na to, że osadnictwo na Inishmore rozpoczęło się już około 700 roku p.n.e. 
Według danych z 2022 roku, obszar o powierzchni 3092 ha zamieszkuje 820 osób. Główną osadą wyspy jest wieś Cill Rónáin na północnym wybrzeżu (270 mieszkańców). Miejscowi mówią w przeważającej części po irlandzku, wielu w ogóle nie zna angielskiego bądź posługuje się nim słabo.
Wyspa jest miejscem akcji traktującej o terrorystach czarnej komedii Porucznik z Inishmore Martina McDonagha.